# Centetodon
Il centetodonte (gen. Centetodon) è un mammifero estinto, appartenente agli insettivori. Visse tra l'Eocene medio e il Miocene inferiore (circa 50 - 20 milioni di anni fa) e i suoi resti fossili sono stati ritrovati in Nordamerica.

## Descrizione
Questo animale era molto simile a un attuale toporagno; le dimensioni delle varie specie attribuite al genere Centetodon erano comprese tra i 15 e i 45 centimetri. In questo animale erano presenti alcuni corti diastemi tra i vari premolari, che conferivano al muso un aspetto molto allungato. Centetodon, come molti animali simili, era dotato di molari con alti trigonidi, mentre gli incisivi inferiori erano bilobati (simili a quelli di alcuni erinaceidi primitivi).

## Classificazione
Centetodon venne descritto per la prima volta da Othniel Charles Marsh nel 1872, sulla base di un frammento di mascella risalente all'Eocene medio. La specie tipo è C. pulcher, ma successivamente vennero attribuite a questo genere numerose altre specie di insettivori nordamericani, alcune delle quali inizialmente attribuite ad altri generi (Embassis, Geolabis, Metacodon, Hypacodon). Tra le numerose specie (C. aztecus, C. bacchanalis, C. bembicophagus, C. chadronensis, C. divaricatus, C. hendryi, C. kuenzii, C. magnus, C. marginalis, C. neashami, C. patratus, C. wolffi, C. alticuspidens) ve ne sono alcune che potrebbero essere sinonimi di altre. Centetodon è un genere longevo, che potrebbe essere sopravvissuto circa 30 milioni di anni.

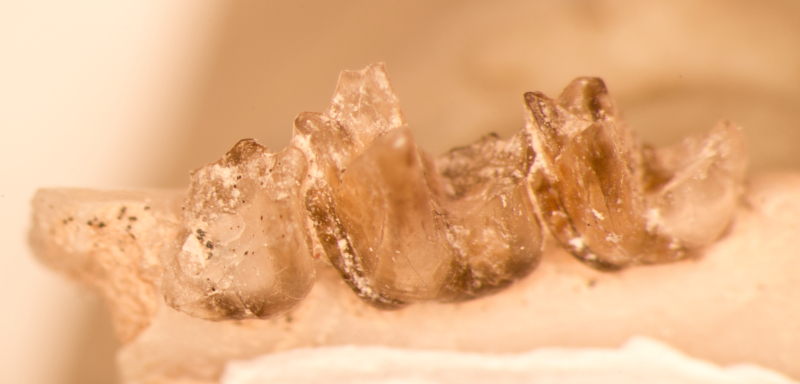
Denti di Centetodon magnus

Centetodon è il rappresentante tipo dei geolabididi, un gruppo di insettivori tipici del Cenozoico del Nordamerica, affini forse ai solenodonti e ai nesofonti dei Caraibi; alcune caratteristiche dei geolabididi porterebbero ad avvicinarli ai soricomorfi, mentre altre caratteristiche sembrerebbero più vicine agli erinaceomorfi. Centetodon mostra caratteristiche comuni a molti mammiferi placentali di tipo insettivoro, come il mascellare che diventa parte del mosaico orbitale e forami ottici piuttosto piccoli. Ulteriori caratteristiche (come una finestra piriforme ingrandita e un piano convesso ventralmente della mascella alveolare indicherebbero l'appartenenza di Centetodon a un clade di insettivori olartici (erinaceidi, Solenodon, soricidi, talpidi) con l'esclusione dei tenrec (Asher et al., 2005).